# Ezio Flagello
Ezio Flagello (New York, 28 janvier 1931 - Palm Bay, Floride, 19 mars 2009) était un chanteur lyrique (basse) italo-américain, longtemps pensionnaire au Metropolitan Opera.

## Biographie
Ezio Flagello étudie à la Manhattan Scool of Music avec Friedrich Schorr et John Brownlee (en), puis à l'Académie Nationale de Sainte-Cécile à Rome avec Luigi Ricci (it). Il fait ses débuts à Ellenville (État de New York) en 1955, en Dulcamara dans L'elisir d'amore.
Il débute au Metropolitan Opera, le 9 novembre 1957, dans le petit rôle du geolier dans Tosca, quatre jours plus tard il remplace au pied levé un collègue dans le rôle de Leporello dans Don Giovanni. Il devient alors un favori du public newyorkais, dans les rôles comiques tels Alfonso, Bartolo, Dulcamara, Don Pasquale, mais commence à paraitre assez rapidement dans des rôles plus dramatiques.
En vingt-sept saisons avec le Met, il a chanté Rodolfo, Giorgio, Raimondo, Silva, Wurm, Sparafucile, Ferrando, Melitone, Philippe II, Pogner, Timur, etc. Il y créa Enorbarbus dans Anthony and Cleopatra de Samuel Barber, pour l'ouverture du nouveau Met au Lincoln Center en 1966.
Il a beaucoup enregistré dans les années 1960 pour la compagnie RCA Victor, notamment Lucrezia Borgia, avec Montserrat Caballé, Alfredo Kraus, et Shirley Verrett. Il a aussi enregistré Alcina et I puritani, aux côtés de Joan Sutherland pour Decca Records.
Flagello possédait une voix sombre d'une richesse rare, avec un registre aigu impressionnant. Il se retire de la scène en 1987.